# Hygrochroa pudefacta
Hygrochroa pudefacta är en fjärilsart som beskrevs av Dyar 1904. Hygrochroa pudefacta ingår i släktet Hygrochroa och familjen silkesspinnare. Inga underarter finns listade i Catalogue of Life.